# نیوورکرکه
نیوورکرکه (به هلندی: Nieuwerkerke) یک منطقهٔ مسکونی در هلند است که در اسخائن-دایفه‌لاند واقع شده‌است.